# Добро пожаловать на Юг
Добро пожаловать на Юг (итал. Benvenuti al Sud) — итальянская кинокомедия 2010 года, снятая режиссёром Лука Миньеро, ремейк французского фильма 2008 года «Бобро поржаловать».

## Сюжет
Главного героя — директора почтового отделения Альберто Коломбо, после его неудачной махинации с попыткой получить назначение в респектабельный и фешенебельный Милан — отправляют в долгосрочную командировку на юг Италии, в городок Кастеллабате под Неаполем. Его мечты разбиты, жена в гневе.
В этом городе Альберто узнает настоящих южан, о которых в Италии распространено множество довольно неприятных стереотипов, что приводит его ко множеству сюрпризов и комичных ситуаций. Местные жители говорят с совершенно непонятным для Альберто акцентом, пьют кофе в ненормальных количествах, много едят и абсолютно никуда не спешат. Но вместе с тем, южане оказываются приветливыми, дружелюбными и очень веселыми людьми, а городок — живописным и красочным. Работники почты приносят Коломбо мебель в пустую квартиру, приглашают на ужин и учат общаться на местном наречии.
Альберто прекрасно проводит время в Кастеллабате, научившись «пить кофе по-неаполитански», понимать местных и есть моцареллу. При этом, он продолжает врать жене, что «живет в аду», где процветает бандитизм, воровство и нищета. Жена в ужасе, но именно беспокойство Сильвии за мужа заставляет Альберто врать дальше — впервые жена считает его сильным и мужественным.
Однажды Сильвия сообщает Альберто, что приедет к нему. Не сумев отговорить жену, Коломбо вынужден признаться своим новым друзьям — курьеру Маттиа, бухгалтеру Марии и двум Костабиле, что наврал жене про Кастеллабате, описав его как ужасное место. Те обижаются и уходят.
Альберто встречает жену на вокзале. Неожиданно для Коломбо, их встречает фургон и одетые в бронежилеты Мария, Маттиа и оба Костабиле. Под видом спецоперации, чету Коломбо отвозят в заброшенную деревню, которая выдается Сильвии за Косталлабате — городок кошмаров из рассказов Альберто. Вокруг разруха, мафия, раздаются крики «убью нафиг» и торгуют оружием. Альберто видит, что в спектакле принял участие весь городок — от матери Маттиа до местного мэра. Сильвия в шоке и ужасе...
Но — наутро Сильвия раскрывает обман мужа. Обидевшись, женщина собирается уехать домой, но в последний момент возвращается в городок.
Параллельно разворачивается любовная история красивой, обаятельной Марии и курьера Маттиа — 35-летнего оболтуса, до сих пор живущего с мамой и находящийся под полным её контролем. Маттиа делает фейерверки и, благодаря ему — любой праздник в городе становится невероятно красочным. Мария явно неравнодушна к Маттиа, и даже целый год с ним встречалась, но инфантильность и незрелость курьера разлучили их.
Но, разумеется, после всех недомолвок, Мария и Маттиа снова вместе, а Альберто и Сильвия мирятся. Женщина переезжает с сыном к мужу.
Проходит два года. Коломбо переводят в Милан, и Альберто с семьей, которые давно стали в Кастеллабате своими, уезжают. Их провожает практически весь город. Маттиа, прощаясь, напоминает Альберто, что «чужак на Юге плачет дважды — когда приезжает и когда уезжает».

## В ролях
- Альберто Коломбо: Клаудио Бизио
- Маттиа Вольпе: Алессандро Сиани
- Сильвия Коломбо: Анджела Финоккьяро
- Мария Фладжелло: Валентина Лодовини
- Костабиле-маленький: Нандо Паоне
- Костабиле-большой: Джакомо Риццо
- Синьора Вольпе: Нунция Скияно
- Старик: Рикардо Дзинна
- Французский почтальон: Дани Бун

## Награды и номинации
- 2011: «Давид ди Донателло» — Валентина Лодовини (Лучшая актриса второго плана)